# چیلگاپسان
چیلگاپسان (به لاتین: Chilgapsan) یک کوه در کره جنوبی است که در استان چونگچانگ جنوبی واقع شده‌است. چیلگاپسان ۵۶۱ متر بالاتر از سطح دریا واقع شده‌است.